# Yamanotelinjen

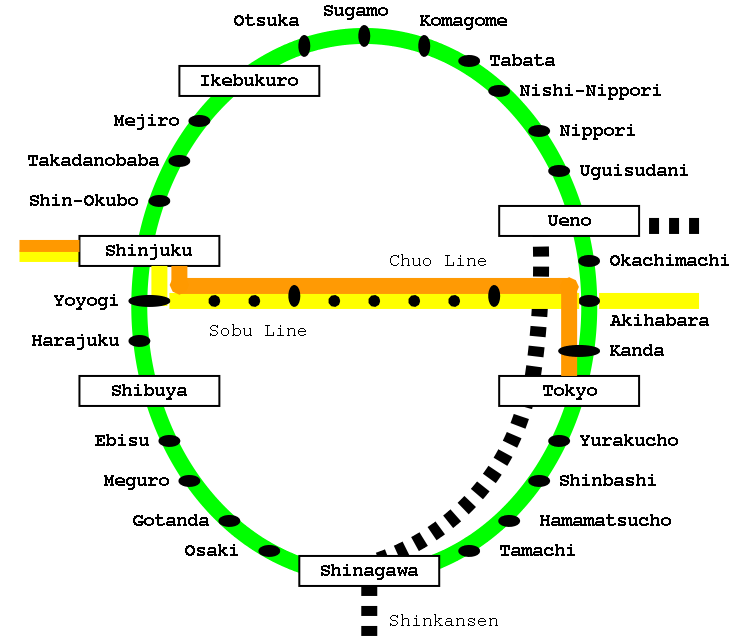
Karta över Yamanotelinjen (Takanawa Gateway saknas)

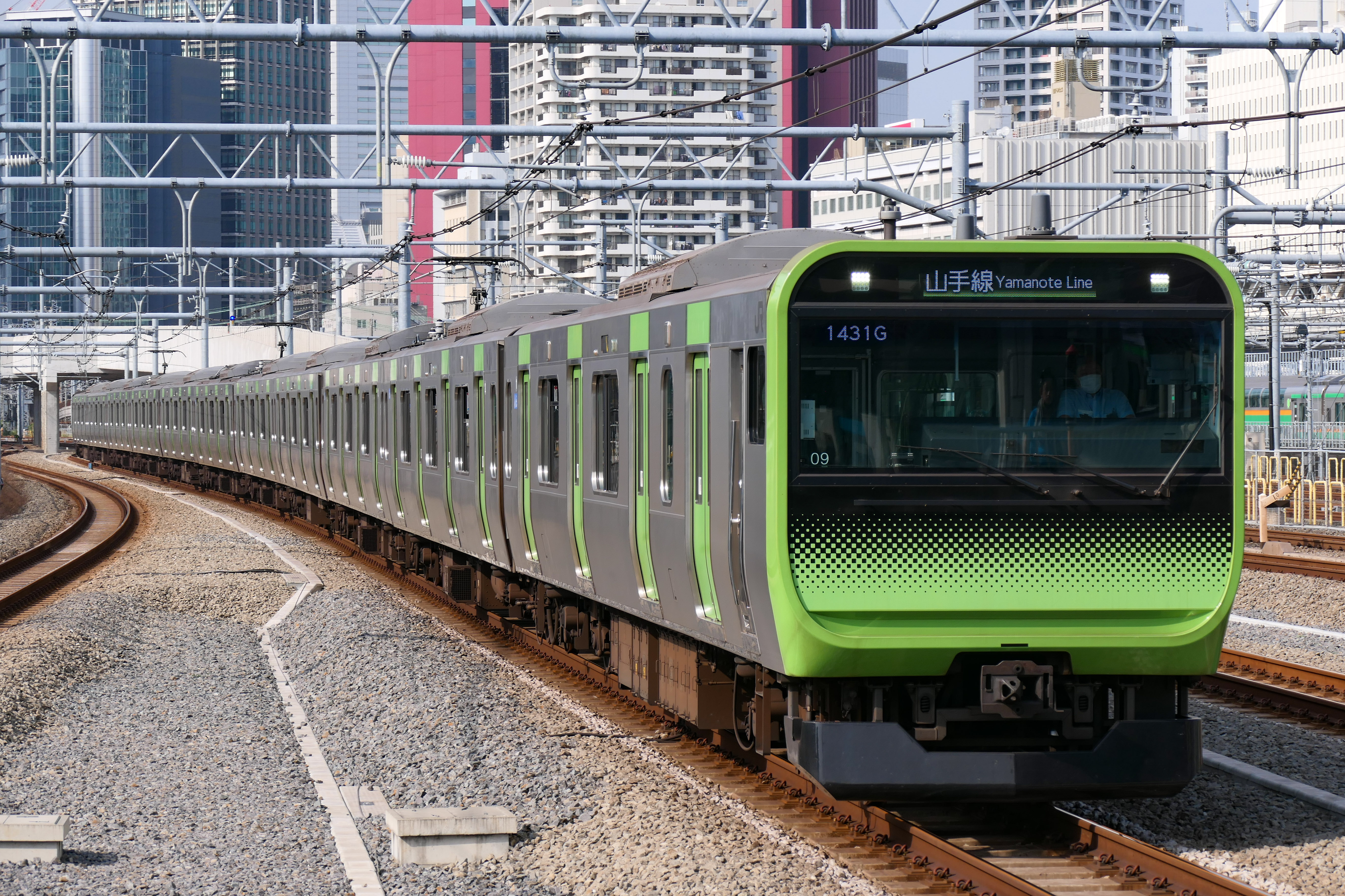
Tågen som trafikerar Yamanotelinjen har ljusgrön symbolfärg.

Yamanotelinjen (japanska: 山手線?, Yamanote-sen) är en cirkulär pendeltågslinje som drivs och opereras av JR Higashi Nihon (JR East). Linjen som har 30 stationer går i en cirkel runt Tokyos mest tätbebyggda områden. Yamanotelinjen är en av Japans mest trafikerade tåglinjer.

## Service
Tågen är lokaltåg som börjar halv fem på morgonen och verksamheten pågår till halv två på natten. Under rusningstid går tågen med två till tre minuters mellanrum. Ett varv runt linjen tar ungefär en timme.
Tågen stannar i många av Tokyos mer kända stadsdelar, såsom
Shinjuku,
Harajuku,
Ueno,
Akihabara,
Shibuya och
Tokyo Station.